# Funaria pulchella
Funaria pulchella är en bladmossart som beskrevs av Philibert 1884. Funaria pulchella ingår i släktet spåmossor, och familjen Funariaceae. Inga underarter finns listade i Catalogue of Life.